# Criminalización de la protesta social

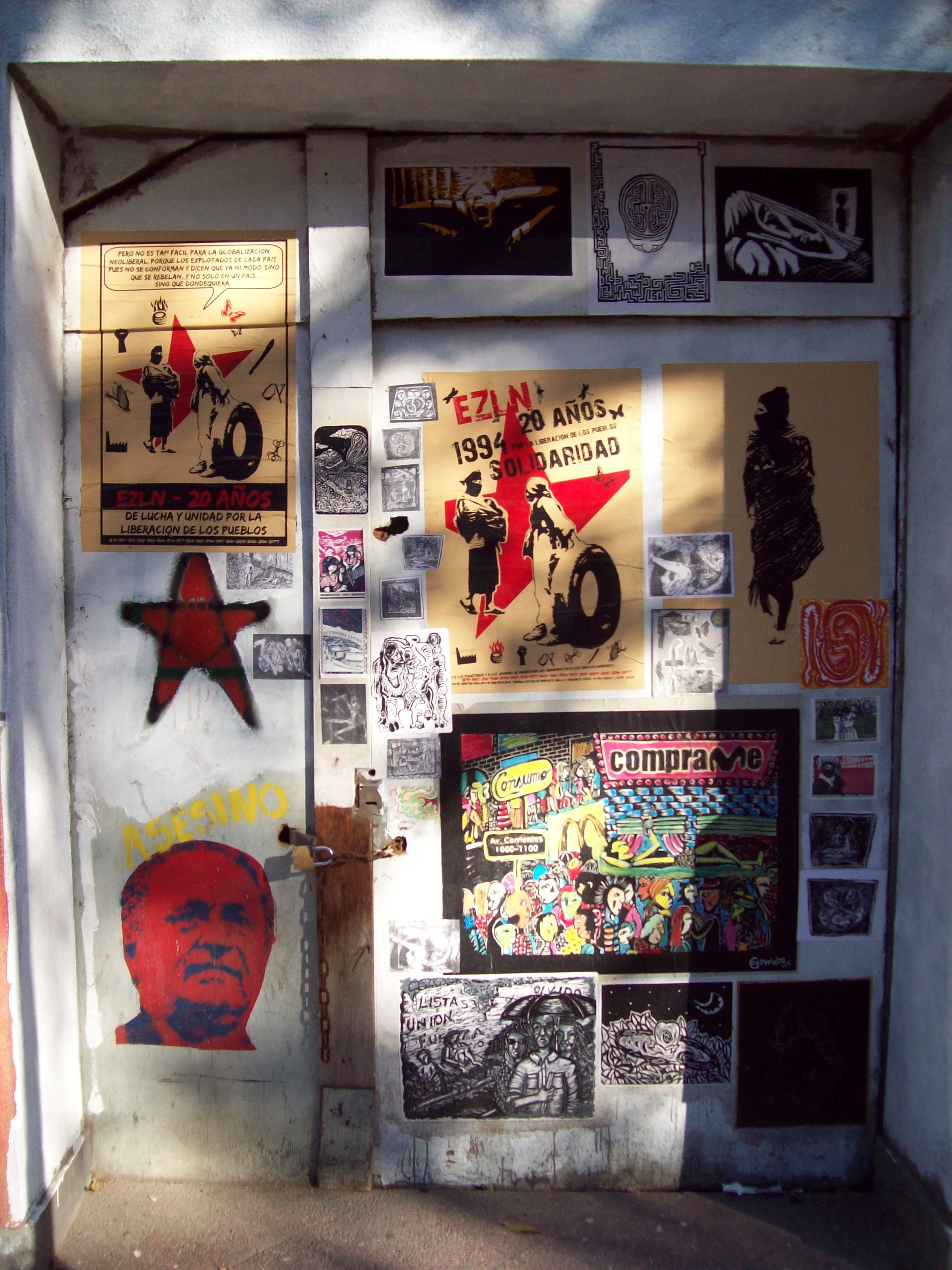
Varios memoriales a los piqueteros de izquierda asesinados en la exestación Avellaneda, actualmente llamada Darío Santillán y Maximiliano Kosteki (Avellaneda) en sus honores.

El concepto criminalización de la protesta social o criminalización del activismo social es utilizado por investigadores, militantes, sectores sociales, juristas y periodistas para referirse al avance que se ha dado en la aplicación del código penal, los delitos y penas que el mismo contempla, a diversas formas del activismo y de la protesta social, con el fin de debilitarla, reprimirla o desorganizarla. Esta concepción se encuentra relacionada con un debate en el seno de la sociedad, sobre los límites de los actos de protesta, las medidas de acción directa y los intereses políticos/económicos de determinados sectores. Vistos como ejercicio de libertad de asociación, libertad de expresión y desde su reconocimiento histórico en la conquista de derechos, se encuentra confrontada directamente a su posible colisión con los derechos individuales de otras personas, los daños materiales que se pudieran ocasionar a la propiedad privada, su impacto en la constante producción capitalista y la interpelación directa al poder estatal.

## Antecedentes

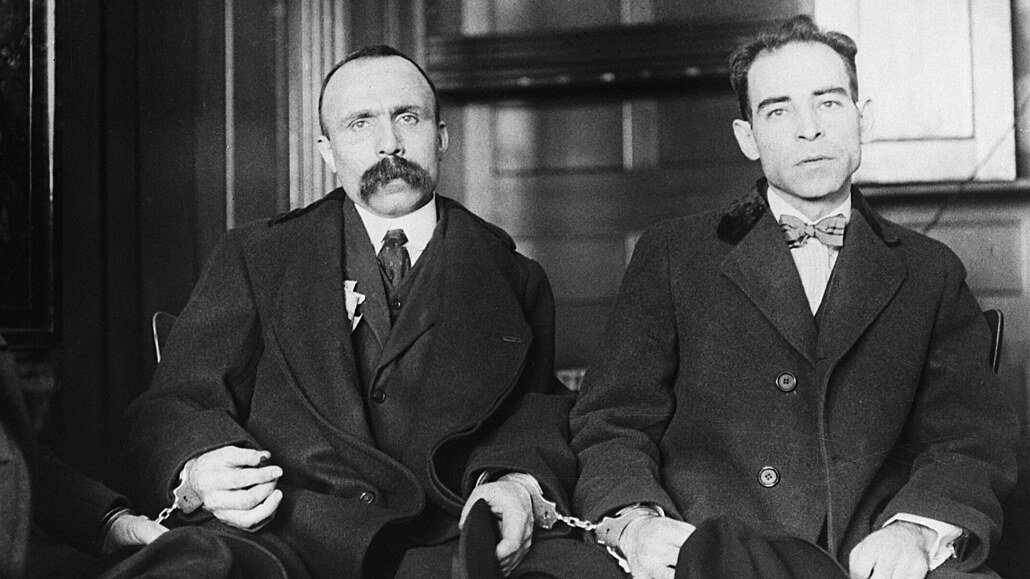
Nicola Sacco y Bartolomeo Vanzetti, inmigrantes italianos, trabajadores y anarquistas, ejecutados en 1927 en Massachusetts.

La lucha por la defensa o la conquista del reconocimiento nuevos de derechos por vías consideradas “no institucionales” se ha desarrollado a lo largo de la historia de la conformación de los estados nación, siempre desde la amenaza del capitalismo en sus diferentes etapas de “trasnacionalización, imperialismo y neocolonialismo” (Korol Luengo).  En el siglo XIX se tendía a criminalizar a los líderes de movimientos masivos, considerados "degenerados";  en muchos de estos casos la legislación se dirigía en contra de la libertad de asociación en el ámbito laboral (libertad sindical). Algunos casos de resonancia mundial como las condenas a muerte en los Estados Unidos de los llamados Mártires de Chicago y de Sacco y Vanzetti. En Argentina, diversos hitos del movimiento obrero como el Choconazo, el Cordobazo o el fusilamiento de obreros en el puerto de Ingeniero White, cerca de Bahía Blanca, en 1907, nos demuestran que no es  ninguna novedad  la estrategia de Criminalización de la protesta social, pero ante todo que la judicialización de las demandas jamás ha sido la solución más acertada e incluso solo ha profundizado las exigencias y masificado los reclamos.

## Estrategia gubernamental
La criminalización de la protesta o el activismo social es una estrategia del Estado, aplicado por los distintos gobiernos mediante el uso  coercitivo de la fuerza represiva.   Desde los poderes legislativo y judicial se ha avanzado en el uso de las leyes para detener, y condenar con altas penas a dirigentes y activistas sociales, manifestando una clara intención, incluso por fuera de la legalidad institucional, de  señalar, hostigar, perseguir, encarcelar, torturar y asesinar a quienes desarrollan, por opciones de vida, ideas políticas y elecciones distintas a las ya hegemonizadas, comparándolos/as con delincuentes y/o terroristas.
Desde este punto de vista, la detención de activistas pretende inhibir la protesta social; en sus manifestaciones más extremas constituiría una forma de terrorismo de Estado. Quienes están a cargo de inducir a la deslegitimación de los  activistas y movimientos sociales son políticos, jueces, policías y medios de comunicación.
Es así que el estado en lugar de ser el garante del ejercicio de derechos, puede terminar siendo quien los/as restrinja por medio de la actividad legislativa que limiten libertades tales como la de expresión, asociación, manifestación o acceso a la información. Y cuyo objetivo se encuentre orientado a la deslegitimación, difamación y judicialización de las formas de protesta, persiguiendo la tarea de debilitar y romper el tejido social, bajo el pretexto del argumento de todo lo relativo a la seguridad ciudadana y en claro protección de intereses económicos y la propiedad privada.

## Protesta social y derecho

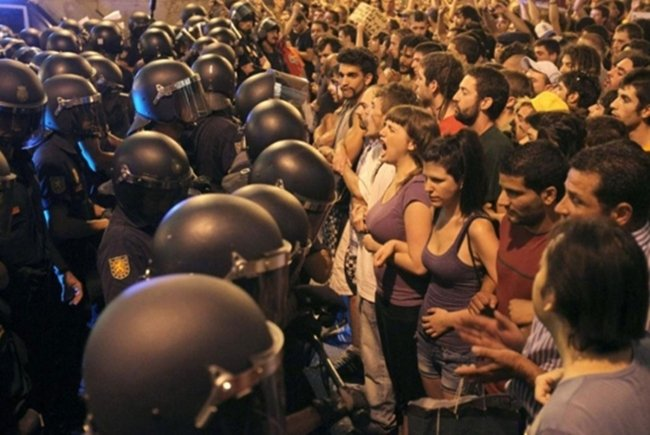
Protesta en España.

Quienes protestan y son criminalizados en la mayoría de los casos crítican determinadas prácticas de gobierno, sectores marginados que encuentran de este modo una vía para hacer escuchar sus demandas o sectores institucionalizados como gremios o sindicatos que exigen el cumplimiento efectivo por parte del estado de determinado derechos como lo fuera la denominada “carpa blanca docente”.
Durante muchos años, la protesta social fue vista como un fenómeno más allá de lo jurídico. Sin embargo, a partir de las movilizaciones sociales en Estados Unidos desde la década de 1960, la protesta social comenzó a ocupar un lugar en la jurisprudencia de aquel país con varios precedentes que resaltaban su vinculación con la libertad constitucional de expresión. Sin embargo, se ha considerado siempre a la protesta como una forma de asegurar la libertad de expresión. Incluir la protesta como dentro del derecho implica aplicarle estándares similares a los de otros derechos y analizar como puede ser moderado a fin de que su ejercicio no perturbe derechos de otras personas o valores relevantes jurídicamente. 
La criminalización de las lucha y sus diversas expresiones de manifestación y protesta es una de las formas que asume la represión para inmovilizar a las organizacione y amedrentar a todos aquellos que se sumen el legítimo derecho de organizarse y exigir la resolución de sus necesidades. En algunos casos es utilizada como paso previo a la represión abierta, directa,y en otros,articuladamente con ésta. Son diferentes mecanismos con el mismo fin de dominación y control social.
Con la criminalización de la protesta el Estado apunta a varios objetivos al mismo tiempo, por un lado frenar el conflicto social acallando, disciplinando, atomizando y domesticando las disidencias, y or otro correr el eje de la injusticia denunciada por diferentes sectores movilizados hasta plantear que lo que está sucediendo es un “delito”, una “amenaza para el orden legal”, una “violación a la ley”, deslegitimando la lucha. Esa operación mediática y política sobre la opinión pública es más intensa cuanto más lejos se está de querer resolver la situación que dio origen a la protesta. Las metodologías para criminalizar la protesta varían pero los objetivos se mantienen, apelando a un abanico de metodologías: desde la cooptación hasta la judicialización, y desde la vía libre al accionar de las patotas hasta la represión estatal directa,para quebrarlas redes y lazos desolidaridad que se habían desarrollado entre las organizaciones movilizadas.
Se acentúa la criminalización política y mediática de las organizaciones independientes del Estado como respuesta a las innumerables manifestaciones de la protesta popular se han desarrollado durante estos años: puebladas; movilizaciones; cortes de ruta; huelgas; escraches a genocidas; acampes; piquetes; ocupaciones de fábricas y de edificios públicos, recuperación de tierras han sido distintas expresiones de protesta social ante derechos violentados o necesidades insatisfechas. En las fábricas y empresas avanza un proceso de organización independiente del Estado y las patronales,que pone en pie las asambleas y cuerpos de delegados en oposición a las burocracias de los sindicatos. Por su parte el Ministerio de Trabajo es una correa de transmisión de esta política a través de conciliaciones obligatorias, declaración de ilegalidad de las huelgas, desconocimiento de los cuerpos de delegados y de los nuevos sindicatos a favor de la burocracia sindical y los intereses empresariales, Haciendo de la criminalización una finalidad de las políticas de Estado, porque  es una herramienta necesaria para sostener un sistema que privilegia las ganancias de una pequeña minoría a costa de las necesidades y sufrimientos de las mayorías.
Para criminalizar la protesta se recurre a diferentes figuras del derecho penal como por ejemplo la asociación ilícita, usada históricamente contra la protesta social. Pero existe una tendencia a agravar las imputacionesutilizando figuras penales gravísimas que penden como una amenaza sobre la libertad de dirigentes, activistas y luchadores, incluye la utilización de prácticas de espionaje sobre las organizaciones como lo fue el Proyecto X de Gendarmería y de otros organismos de Inteligencia con el reconocimiento de la poder ejecutivo nazional, lo que posteriormente es utilizado para armar las causas judiciales con las que son perseguidos numerosos trabajadores y luchadores.
Algunas de las formas entonces en que se manifiesta la criminalización de los movimientos populares, es el avance del proceso de judicialización de los conflictos, visible en la multiplicación y el agravamiento de las figuras penales, en la manera que éstas son aplicadas por jueces y fiscales, en el númerode procesamientos a militantes populares, en la estigmatización de las poblaciones y grupos movilizados, en el incremento de las fuerzas represivas y en la creación especial decuerpos de élite, orientados a la represión y militarizaciónde las zonas de conflicto. Por todos estos caminos, los problemas sociales y políticas se vuelven procesos penales, en los pueblo no tiene forma de intervención, más que como espectador o como “acusado”. De posibles actores sociales.
En enero de 2016, como producto de una serie de protestas conocidas como "marchas de las antorchas", en apoyoó la Misión de Apoyo contra la Corrupción y la Impunidad en Honduras (MACCIH), se denunció un aumento de la criminalización de la protesta social en Honduras.

## El avance de la judicialización: sanción de la Ley Antiterrorista en Argentina
El 13 de junio de 2007 es aprobada en Argentina la Ley Antiterrorista n.° 26.268: Modificación. Asociaciones ilícitas terroristas  y financiación del  terrorismo. Modificación  de la Ley N.º 25.246 de Encubrimiento y  Lavado de Activos de origen delictivo. Entre  las causas analizadas para una aprobación en tiempo récord de dicha legislación, se encuentra la exigencia del Grupo de Acción Financiera Internacional y del gobierno estadounidense, que habían adelantado  consideraríae a la Argentina como "país no confiable para las inversiones" si no sancionara una norma que castigara al terrorismo antes del 23 de junio.

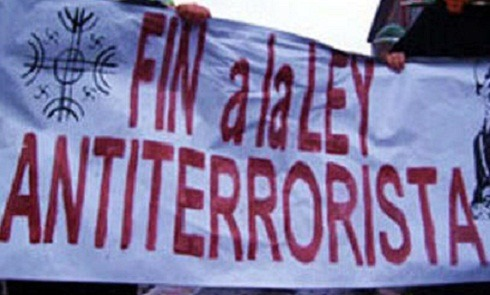
Organizaciones sociales, políticas y comunidades mapuche protestan contra el intento de aplicación de la Ley Antiterrorista contra Relmu Ñanco, Mauricio Rain y Martin Maliqueo.

La Ley no da un concepto preciso de terrorismo, por lo cual sería considerada terrorista “cualquier organización que oriente su plan de acción a la propagación del odio étnico, religioso o  político; que esté organizada en redes  operativas internacionales y que disponga de armas de guerra, explosivos, agentes químicos o bacteriológicos o cualquier otro medio idóneo para poner en peligro la vida o   integridad de un número indeterminado de   personas”. En descripciones tan vagas,  pueden “encajar” en la figura del terrorista las más variadas organizaciones y movimientos  sociales[cita requerida], al ponerlos en el límite de la ilegalidad, abriendo el abanico de abuso y arbitrariedades tan efectivamente utilizado por las fuerzas de seguridad en décadas pasadas “Los errores en la técnica legislativa del presente proyecto de ley, especialmente el de creación del artículo 213 ter del CP, dan origen a un concepto de terrorismo difuso, que  propicia un verdadero tipo penal abierto, reñido con el principio de legalidad (...). 
Asimismo,    la    ley    permite,    en    pos    de    identificar    a    las    supuestas    organizaciones   terroristas,   que   la   información   recogida   por   la   Unidad   de   Información Financiera sea transmitida a los organismos que así lo requieran (sean  del  país  que  sean)  a  fin  de  detectar  y  cortar  las  rutas  del  delito.  Dicha  recolección de información, además de moverse entre el espionaje y la extorsión violando  la  intimidad  de  cualquier  organización,  puede  circular  libremente  engrosando  la  “base  de  datos”  con  la  que  cuentan  los  servicios  de  inteligencia  (existentes desde la época de la dictadura militar) nunca desmantelados.
"Las políticas antiterroristas buscan siempre reasignación de fondos para invertir en seguridad (...). La legislación antiterrorista presta especial atención a la denominada senda del dinero y con ella al control de los mercados del dinero y financieros, mediante la introducción de sistemas de perfeccionamiento del control del blanqueo de dinero. Además de las actividades de blanqueo de capitales, la financiación de grupos o actividades terroristas, viene propiciandoen la actualidad, el establecimiento de los deberes de identificación e información de las actividades financieras".
Por último, agrega una figura innecesaria (el terrorista) cuyas actuaciones delictivas ya estarían tipificadas en el Código Penal. Es decir, “la legislación penal interna (el Código Penal) de cada país, ya prevé y reprime un catálogo de delitos: contra la vida, abuso  de armas, delitos contra libertad individual,  extorsión, daños, delitos contra la seguridad  pública, delitos contra el orden público. Desde un punto de vista estrictamente técnico estamos haciendo derecho penal de autor y no de acto, a la vez que creando condiciones jurídicas especiales y excepcionales dentro del propio sistema jurídico, que en su espíritu constitucional no distingue a un ciudadano de otro ante la ley (Art. 16 de la CN). Figura  innecesaria desde el punto de vista jurídico, hasta se podría decir inconstitucional desde la perspectiva de derechos; pero fundamental desde el punto de vista político y económico para el orden dominante. “Si la ley es tan clara y lo ha sido siempre, no se comprende qué efecto práctico se puede buscar con tipos especiales que no cubren ningún vacío de tipicidad y que, por el contrario, pueden confundirlo todo y provocar impunidades”.